# HD 176270
HD 176270，又名CD-3713018，SAO 210816、HR 7170，是一颗恒星，视星等为6.4，位于銀經359.76，銀緯-17.74，其B1900.0坐标为赤經18h 54m 18.8s，赤緯-37° -17.74′ 58″。